# Concord Rangers F.C.
Concord Rangers FC là một câu lạc bộ bóng đá có trụ sở tại Đảo Canvey, Essex, Anh. Đội bóng hiện thi đấu tại National League South và có sân nhà ở Thames Road.

## Danh hiệu
- Isthmian League Premier Division[1]
  - Nhà vô địch vòng Play-off mùa giải 2012–13
- Isthmian League Division One North[1]
  - Nhà vô địch vòng Play-off mùa giải 2009–10
  - Chung kết vòng Play-off mùa giải 2008–09
- Isthmian League Cup
  - Nhà vô địch mùa giải 2012–13
- Essex Senior League
  - Nhà vô địch các mùa giải 1997–98, 2003–04, 2007–08
  - Á quân mùa giải 2002–03
- Essex Intermediate League
  - Nhà vô địch mùa giải 1990–91
- Essex Senior Cup
  - Nhà vô địch các mùa giải 2013–14, 2014–15, 2015–16
  - Chung kết mùa giải 2008–09

## Thống kê
- Thành tích tốt nhất tại FA Cup[1]
  - Vòng một các mùa giải 2014–15, 2020–21
- Thành tích tốt nhất tại FA Trophy
  - Á quân mùa giải 2019–20[2]
- Thành tích tốt nhất tại FA Vase
  - Tứ kết mùa giải 2007–08
- Kỷ lục khán giả đến sân: 1,537 người trong trận đấu với Mansfield Town, Đá lại vòng một FA Cup, ngày 25 tháng 11 năm 2014[3]